# Meghan Klingenberg
Meghan Elizabeth Klingenberg, född 2 augusti 1988 i Pittsburgh i Pennsylvania, är en amerikansk fotbollsspelare som spelar som försvarare för Houston Dash och i USA:s landslag. Hon ingick i laget som vann världsmästerskapet i fotboll för damer 2015 och spelade sex matcher i turneringen.
Klingenberg ingick även i U20-landslaget som vann U20-världsmästerskapet 2008. I den turneringen fick hon spela fem matcher.